# 桜蕾戦
桜蕾戦（おうらいせん）は、（株）JPMLが主催、日本プロ麻雀連盟が大会運営、龍龍と日本プロ麻雀連盟チャンネルの協力で開催している麻雀のタイトル戦。

## 概要
次世代スターの発掘を目的として、参加資格を29歳以下の日本プロ麻雀連盟所属の女性プロ雀士と限定して2021年に男性プロ雀士限定の若獅子戦と共に創設された。半年で1期として開催され、ルールは奇数期がWRCルール、偶数期は連盟公式ルールで行われるのが特徴である。第1期優勝の伊達朱里紗、第2期優勝の菅原千瑛、第1期決勝進出の中田花奈がMリーガーになっている。その他にも本タイトル戦で活躍した内田みこや一瀬由梨などは他のタイトル戦や麻雀競技において活躍しており、若手女性プロ雀士の登竜門的大会となっている。

## 方式
- 予選

トライアル形式で4回戦行い、上位24名が勝ち残り、更に1半荘行い、上位14名がベスト16に進出、
過去に推薦を受けていない者の中から2名が推薦でベスト16に進出。
- ベスト16以降

各組4半荘行い、上位2名が次のラウンドに進出するトーナメント方式で、決勝のトータルトップ者が優勝となり、優勝賞金として50万円が授与される他、女流桜花のCリーグに所属していたなら来期Bリーグに特別昇級できる権利が与えられる。

## 結果
| 期    | 年度   | 優勝       | 2位      | 3位      | 4位        |
| ----- | ------ | ---------- | -------- | -------- | ---------- |
| 第1期 | 2021前 | 伊達朱里紗 | 早川林香 | 内田みこ | 中田花奈   |
| 第2期 | 2021後 | 菅原千瑛   | 美里麻   | 藤田愛   | 一瀬由梨   |
| 第3期 | 2022前 | 廣岡璃奈   | 桜木里咲 | 藤居冴加 | 花宮海咲   |
| 第4期 | 2022後 | 宮成さく   | 加護優愛 | 渡部美樹 | 廣岡璃奈   |
| 第5期 | 2023前 | 御子柴佑梨 | 藤根梨沙 | 後藤咲   | 川上玲     |
| 第6期 | 2023後 | 加賀谷春歌 | 清末紫咲 | 木村さき | 関口智恵   |
| 第7期 | 2024前 | 宮成さく   | 渡部美樹 | 倉田梨央 | 曽根彩加   |
| 第8期 | 2024後 | 鴨舞       | 瀬戸麻衣 | 松島桃花 | 倉田梨央   |
| 第9期 | 2025前 | 朝比奈ゆり | 瀬戸麻衣 | 木下遥   | 長谷川夏音 |